# Фронтон Ранчетес (Тексас)
Фронтон Ранчетес (енгл. Fronton Ranchettes) насељено је место без административног статуса у америчкој савезној држави Тексас.

## Демографија
По попису из 2010. године број становника је 113.
| Група             | 2000.    | 2010.       |
| Белци             | 0 (0,0%) | 2 (1,8%)    |
| Афроамериканци    | 0 (0,0%) | 0 (0,0%)    |
| Азијати           | 0 (0,0%) | 0 (0,0%)    |
| Хиспаноамериканци | 0 (0,0%) | 111 (98,2%) |
| Укупно            | 0        | 113         |